# The Cold Light of Day
The Cold Light of Day (bra: Fuga Implacável; prt: À Fria Luz do Dia) é um filme hispano-estadunidense de 2012, dos gêneros ação e suspense, dirigido por Mabrouk El Mechri e distribuído pela Summit Entertainment. Foi escrito por Scott Wiper e John Petro. Estrelado por Henry Cavill, Bruce Willis e Sigourney Weaver, estreou primeiramente na Espanha em 4 de abril de 2012. A história segue Will (Cavill), que descobre que sua família foi sequestrada por agentes estrangeiros em busca de uma pasta roubada por seu pai (Willis), o que o obriga a resolver o problema com as próprias mãos para encontrá-los.
O filme foi produzido pela Intrepid Pictures e lançado em 7 de setembro de 2012. Arrecadou US$1,8 milhão no fim de semana de estreia e US$25,4 milhões em todo o mundo, contra um orçamento de US$20 milhões, tornando-o um fracasso de bilheteria. Ele recebeu críticas negativas e tem um índice de aprovação de 4% no Rotten Tomatoes.

## Sinopse
Will Shaw (Henry Cavill) é dono de uma empresa de consultoria em São Francisco prestes a entrar em insolvência, visitando relutantemente sua família na Espanha para passar férias. Lá ele encontra seu pai, Martin Shaw (Bruce Willis), um conselheiro do governo dos Estados Unidos, com quem mantém uma relação tensa. A preocupação de Will com seu telefone resulta em um acidente de barco onde Will salta para salvar a namorada de seu irmão (Rafi Gavron), Dara (Emma Hamilton) de ser atingida pela lança do iate, mas ela bate com a cabeça em um guincho. Martin pega o telefone de Will e o joga na água. Will nada até a cidade para buscar suprimentos médicos e se refrescar. Quando ele retorna, o iate se mudou e não consegue mais encontrar sua família dentro. Will vai até a polícia e eles o levam até Zahir (Roschdy Zem), quem sabe onde está a família de Will. Will sente que algo está errado e tenta escapar em um carro de polícia. Martin aparece e ajuda Will batendo nos oficiais.
Martin revela que ele é um agente da CIA, e que as pessoas que sequestraram sua família estão atrás de uma pasta que ele havia pego em uma missão. Martin conhece a líder da equipe da CIA, Jean Carrack (Sigourney Weaver) em Madri, que afirma que ela não está mais com a pasta, mas sabe que ela está mentindo. Quando Martin retorna para seu carro, ele é alvejado e morto por Gorman (Joseph Mawle). Will recupera o telefone de Martin enquanto Gorman começa a atirar nele e o persegue. Na fuga de Will, ele atende uma ligação dos sequestradores, que querem falar com "Tom", dando um prazo de 21 horas e um ponto de encontro para troca da pasta para sua família.
Sem receber ajuda da embaixada dos Estados Unidos, Will é pego por Carrack em um carro do lado de fora, mas ele percebe que ela não é confiável e foge. Will marca um encontro com o amigo de seu pai Diego em seu escritório e conhece a recepcionista Lucia Caldera (Verónica Echegui), sobrinha de Diego, onde ele luta contra um dos homens de Carrack. Os dois vão para o apartamento de Diego, mas ele foi morto por Carrack e Gorman. Will e Lucia escapam pelos telhados, mas Will leva um tiro. Lúcia o leva a uma boate, a uma amiga com experiência médica que cauteriza a ferida. Lucia informa a Will que "Tom" é o pseudônimo de Martin na Espanha, e ela é meia-irmã de Will, sendo filha de Martin com outra mulher. Quando Will chega ao ponto de encontro, ele é agarrado e torturado para saber o paradeiro de seu pai pelos sequestradores, na verdade agentes israelenses do Mossad liderados por Zahir, que estava usando a pasta para atrair um traidor quando Martin a roubou deles. Eles percebem que Carrack armou uma armadilha para Martin e ela está com a pasta, então querem que Will a atraia para fora. Will vê brevemente sua família antes de Zahir soltá-lo.
Will conhece Lucia na boate, onde ela começa a mexer no cartão de crédito de Carrack. Gorman aparece e é dominado por seguranças da boate e torturado para obter informações, mas se recusa a ceder. Will deixa Gorman escapar para que ele possa segui-lo, levando-os até Carrack, que tenta vender a pasta em um estacionamento subterrâneo. Os homens de Zahir cercam o negócio, mas revelam sua posição, então Carrack e Gorman abrem fogo contra seus próprios compradores antes de começar a atacar e escapar do Mossad, durante o qual Lúcia acertou Gorman em um acidente de carro que morre, enfurecendo Carrack enquanto ela foge. Will e Lucia perseguem Carrack por Madrid, com Carrack causando morte e destruição ao longo do caminho, indiscriminadamente, até que seus carros colidem e Lucia fica gravemente ferida. Assim que Carrack está prestes a atirar em Will, ela é morta por Zahir com um rifle de precisão, que recupera a pasta e liberta a família de Will. Lucia se recupera no hospital com sua nova meia família, enquanto Will observa sua nova família expandida. Will recebe uma oferta de emprego na CIA; terminando o filme sem saber se aceitou a oferta.

## Elenco
- Henry Cavill como Will Shaw
- Sigourney Weaver como Jean Carrack
- Bruce Willis como Martin Shaw
- Verónica Echegui como Lucia Caldera
- Caroline Goodall como Laurie Shaw
- Rafi Gavron como Josh Shaw
- Joseph Mawle como Gorman
- Óscar Jaenada como Maximo
- Lolo Herrero como Reynaldo
- Mark Ullod como Vicente
- Emma Hamilton como Dara Collins
- Michael Budd como Esmael
- Alex Amaral como Cesar
- Jim Piddock como Meckler
- Paloma Bloyd como Cristiana
- Roschdy Zem como Zahir
- Colm Meaney como agente da CIA

## Produção
O filme foi rodado na Espanha, incluindo em Teulada-Moraira e Xàbia, na Costa Blanca. Foi lançado em 6 de abril de 2012 no Reino Unido e 7 de setembro de 2012 nos Estados Unidos.

## Recepção
O filme foi criticado por críticos e detém uma classificação de 4% no Rotten Tomatoes, com base em 45 avaliações, com uma classificação média de 2.7/10. No Metacritic, o filme teve uma pontuação de 22 em 100 de 10 críticos, indicando "críticas geralmente desfavoráveis". O público entrevistado pela CinemaScore deu ao filme uma nota média de "D+" em uma escala de A+ a F. The New York Times descreveu o filme como uma "imitação totalmente incompetente do filme 'Bourne'".